# Zyxomma
Genre
Zyxomma est un genre de la famille des Libellulidae appartenant au sous-ordre des anisoptères dans l'ordre des odonates. Il comprend six espèces.

## Espèces du genre
- Zyxomma atlanticum Selys, 1889
- Zyxomma breviventre (Martin, 1921)
- Zyxomma elgneri Ris, 1913
- Zyxomma multinervorum Carpenter, 1897
- Zyxomma obtusum Albarda, 1881
- Zyxomma petiolatum Rambur, 1842